# Moneilemini
Los moneileminos (Moneilemini) son una tribu de coleópteros crisomeloideos de la familia Cerambycidae. Cuenta con veinte especies.

## Géneros

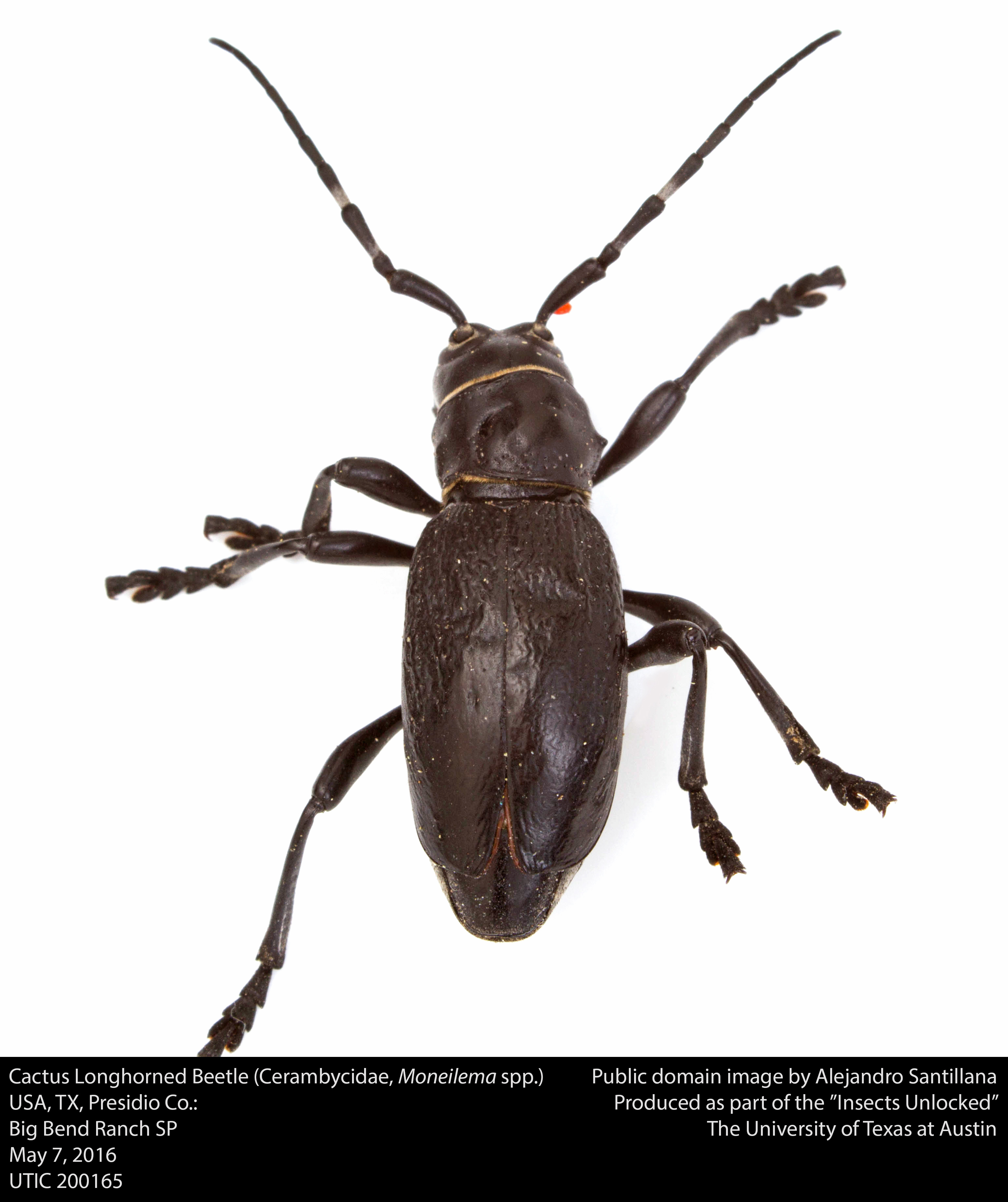
Escarabajo de los cactos

- Moneilema[2]